# セルケト
セルケト（Serket）は、古代エジプト神話の女神。

## 概要
その名の意味は、「セルケトヘティト（呼吸させる者）」。上エジプト、エドフで信仰された。
その姿は、サソリか、頭頂にサソリをつけた女性の姿で現される。
猛毒を持つサソリは、北アフリカでは、昔から恐るべき動物とされており、それを象ったセルケトは、古代エジプトにおいてサソリの毒や、その他の砂漠に住む有害な生き物たちの毒から人々を守るとされ重要視された。また王の守護者として信仰された。

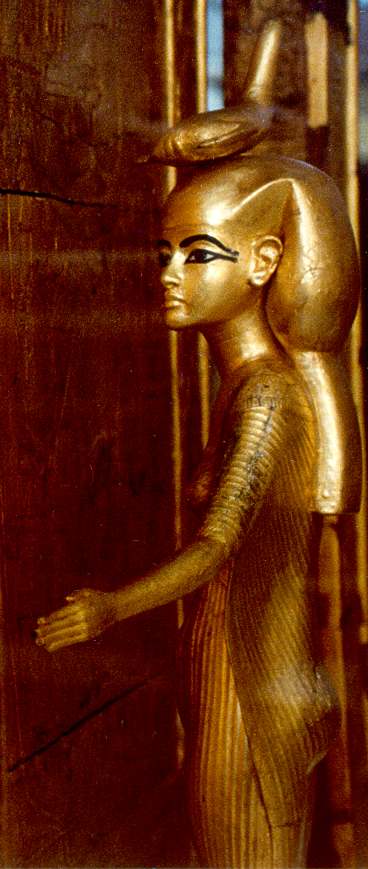
セルケト女神像（大英博物館蔵）。

イシスが幼いホルスを守るためサソリを護衛につけたという神話からセルケトは、イシスの眷属ともされている。また壁画などに描かれるとき、描いたサソリが動き出して害をなさないように足としっぽをもぎ取った形で表される。これは、古代エジプト人は、描いたものは、現実になり永久に持続すると考えたからである。
イシス、ネフティス、ネイトと共に死者の内臓が入ったカノプス壺を守護する四柱の女神の一柱ともいわれている。